# Walter Fernández (Fußballspieler, 1989)
Walter Fernández Balufo (* 14. August 1989 in Barcelona), genannt Walter, ist ein spanischer ehemaliger Fußballspieler.

## Karriere
Fernández begann im Jahr 1996 mit dem Fußballspielen in der Jugend des FC Barcelona. Im Jahr 2008 wechselte er zu Antequera CF in die Segunda División B. Ein Jahr später verpflichtete ihn Zweitligist Gimnàstic de Tarragona. War er dort noch in der Saison 2009/10 Stammspieler, kam er in der darauffolgenden Spielzeit nur noch auf zehn Einsätze. Im Sommer 2011 holte ihn der amtierende Meister Videoton FC in die ungarische Nemzeti Bajnokság. Dort schloss er die Spielzeit 2011/12 als Vizemeister ab.
Anfang 2013 verpflichtete der belgische Klub Sporting Lokeren Fernández. Im Sommer 2013 lieh Lokeren ihn für ein Jahr an Petrolul Ploiești in die rumänische Liga 1 aus. Nach seiner Rückkehr kam er in der Hinrunde 2014/15 nicht mehr zum Einsatz. Anfang 2015 wechselte er zu Skoda Xanthi nach Griechenland. In Xanthi wurde er wieder zum Stammspieler und erreichte mit seiner Mannschaft das Finale um den griechischen Pokal, unterlag dort aber Olympiakos Piräus. Im Sommer 2015 wechselte er innerhalb der Super League zu Panthrakikos. Mit seinem neuen Klub kämpfte er um den Klassenverbleib, im März 2016 wurde sein Vertrag vorzeitig aufgelöst.
Fernández blieb drei Monate ohne Verein, ehe ihn CE l’Hospitalet in die spanische Segunda División B holte. Anfang 2017 wechselte er zu Extremadura UD.